# Berndt Lindholm
Berndt Lindholm, né le 20 août 1841 à Loviisa et mort le 15 mai 1914 à Göteborg, est un peintre suédo-finlandais. Il est l'un des premiers peintres nordiques à s'intéresser au plein-air et à l'impressionnisme.

## Biographie
Berndt Lindholm est né le 20 août 1841 à Lovisa, où son père, Otto Berndt Lindholm, est juriste et secrétaire municipal.
Entre 1856 et 1862, il prend ses premiers cours de dessin à la Société des Beaux-Arts de Finlande, à Turku, avec le professeur Robert Wilhelm Ekman. Après avoir obtenu son baccalauréat, il poursuit ses études de dessin à l'Université de Helsinki, où il copie des tableaux de Werner Holmberg.
En 1863, il part étudier à Düsseldorf, mais est déçu par l'enseignement d'Oswald Achenbach et part pour Munich puis Karlsruhe, où il étudie sous la direction de Hans Gude à partir de 1865. Malgré l'influence de l'impressionnisme sur son travail dans les années 1870, il garde de cette période un goût pour le détail propre à l'École de Düsseldorf.
Il voyage à Paris pour la première fois en 1867, afin de visiter l'Exposition universelle. À la suite de ce premier séjour, il s'installe à Paris jusqu'en 1870 - il est alors l'un des premiers peintres nordiques à s'y installer, après Alfred Wahlberg. Attiré notamment par Louis Cabat et l'impressionnisme, il juge l'École de Düsseldorf dépassée. En 1870, il écrit au journal Helsingfors Dagbladet une lettre dans laquelle il décrit les principes du pleinairisme, et mentionne l'école de Barbizon, Manet, Pissarro et Jongkind. La même année, il réalise une série de vues de Paris, dont Vue sur le boulevard de Clichy, qui est particulièrement novateur pour la peinture nordique. Il faudra attendre les années 1880 pour qu'un autre peintre finlandais, Victor Westerholm, adopte un style similaire.
Après son départ de Paris en 1870, il s'éloigne cependant de cette touche pré-impressionniste et montre des influences plus directes du réalisme. Il épouse Carolina Bohle en 1872 et s'installe à Göteborg en 1876. Il obtient la nationalité suédoise la même année et devient conservateur du musée de Göteborg en 1878, poste qu'il occupe jusqu'en 1906. Il est professeur à l'école d'art de Valand à partir de 1879.
Il a eu pour élèves Fanny Churberg entre 1867 et 1874, Albert Edelfelt en 1871 et Carl Wilhelmson en 1881.

Une exposition lui a été consacrée en 1995 au musée de Turku.

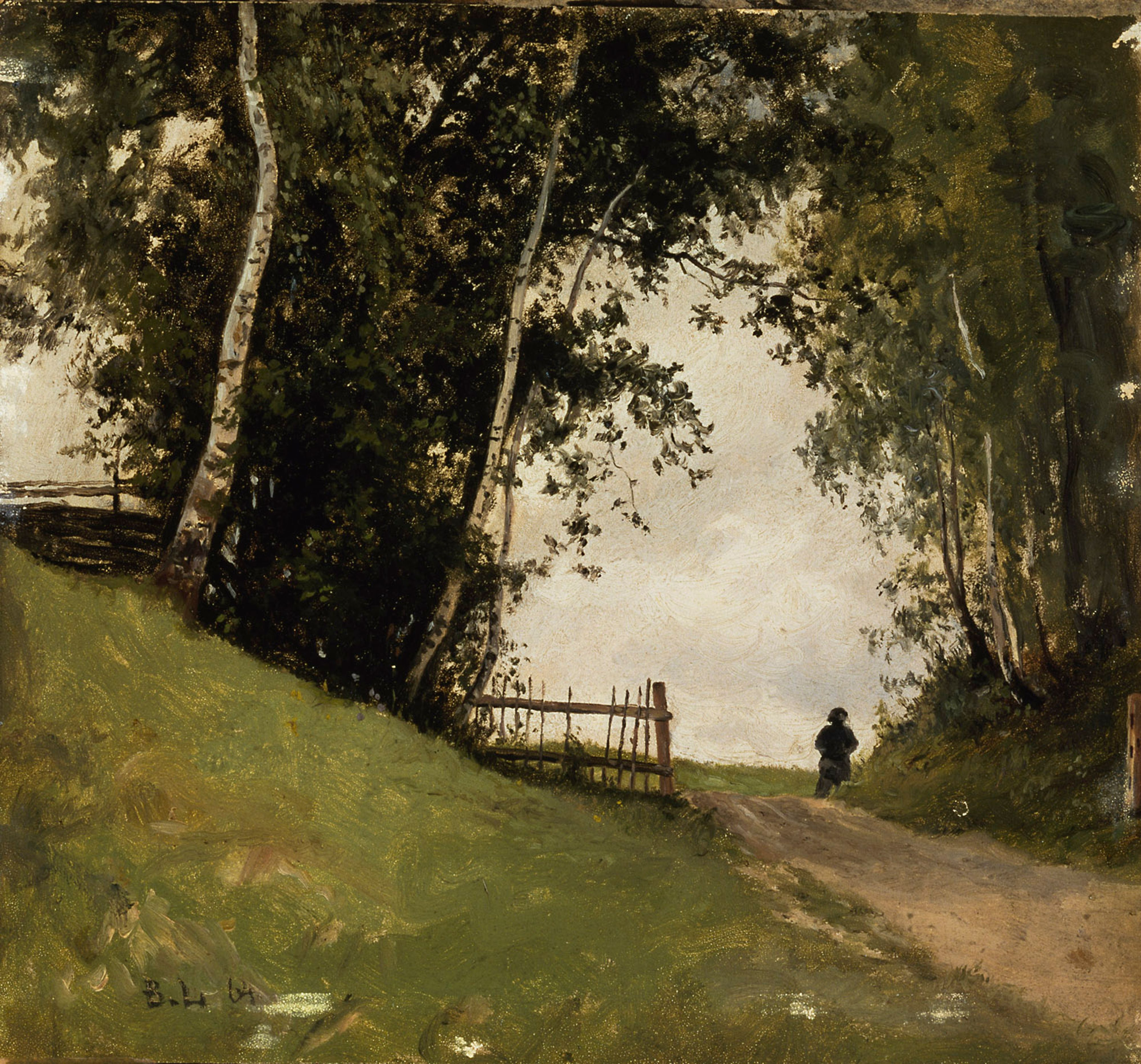
Paysage avec bouleaux, 1864.
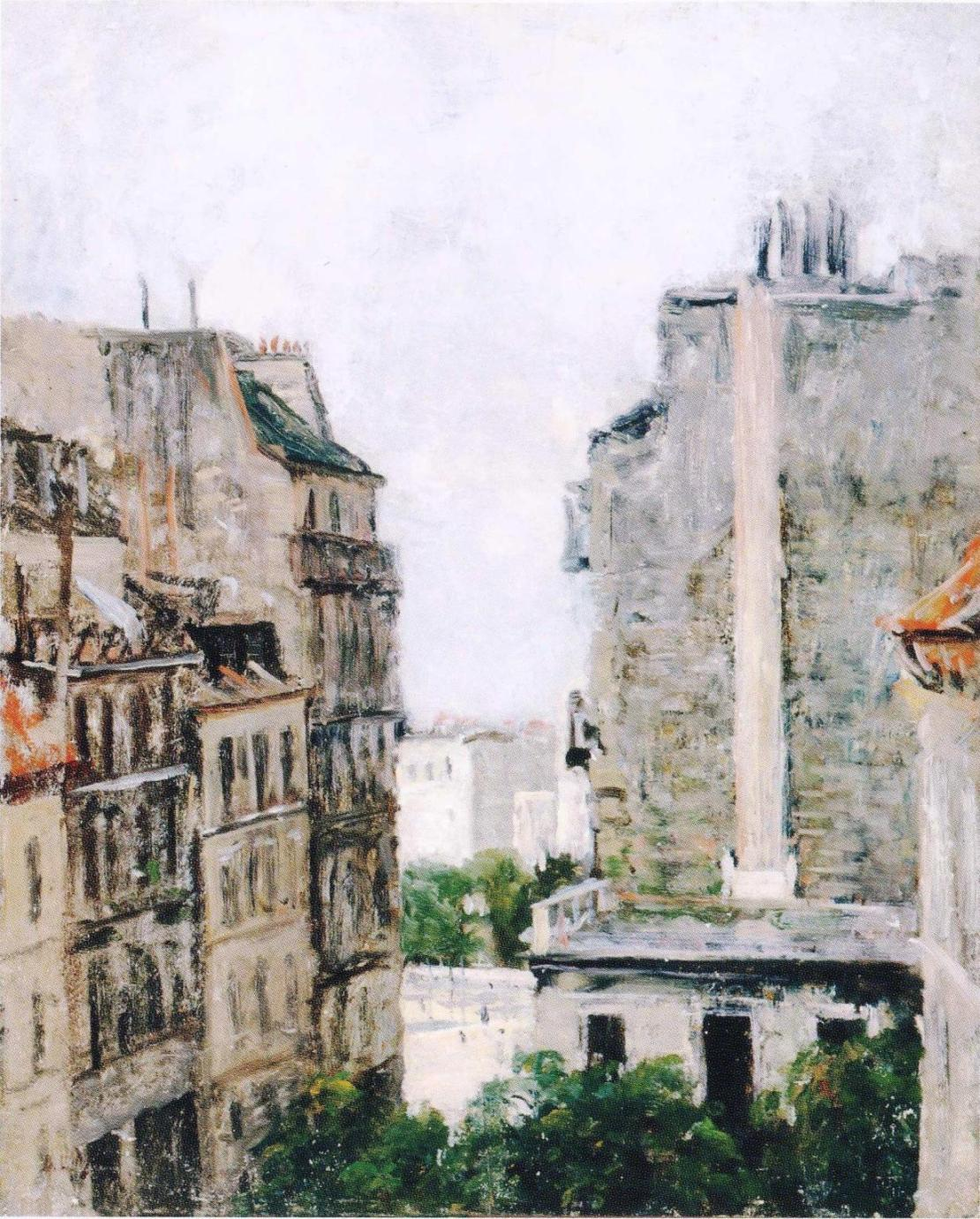
Vue sur le boulevard Clichy, 1870.
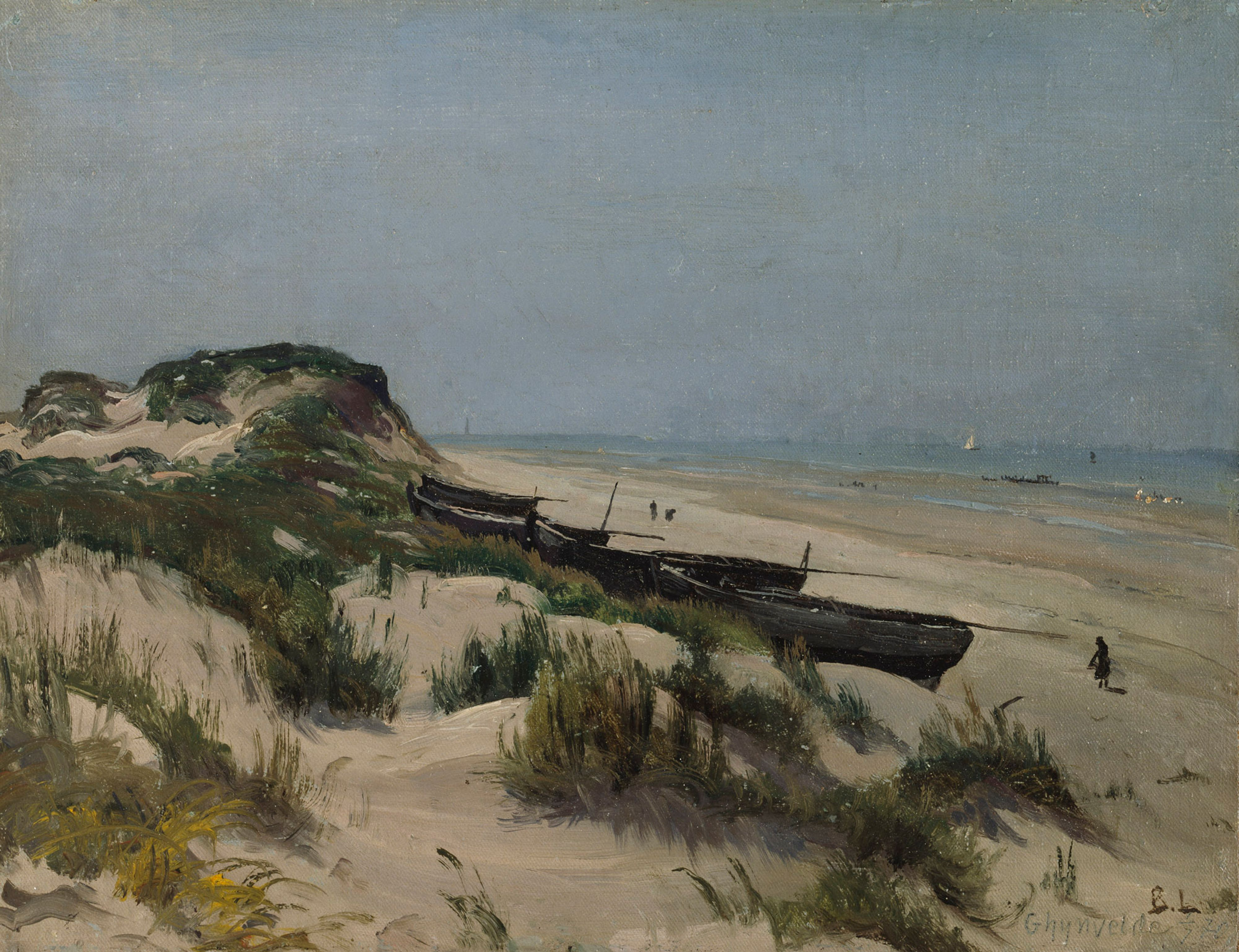
Bateaux sur la côte, 1870.
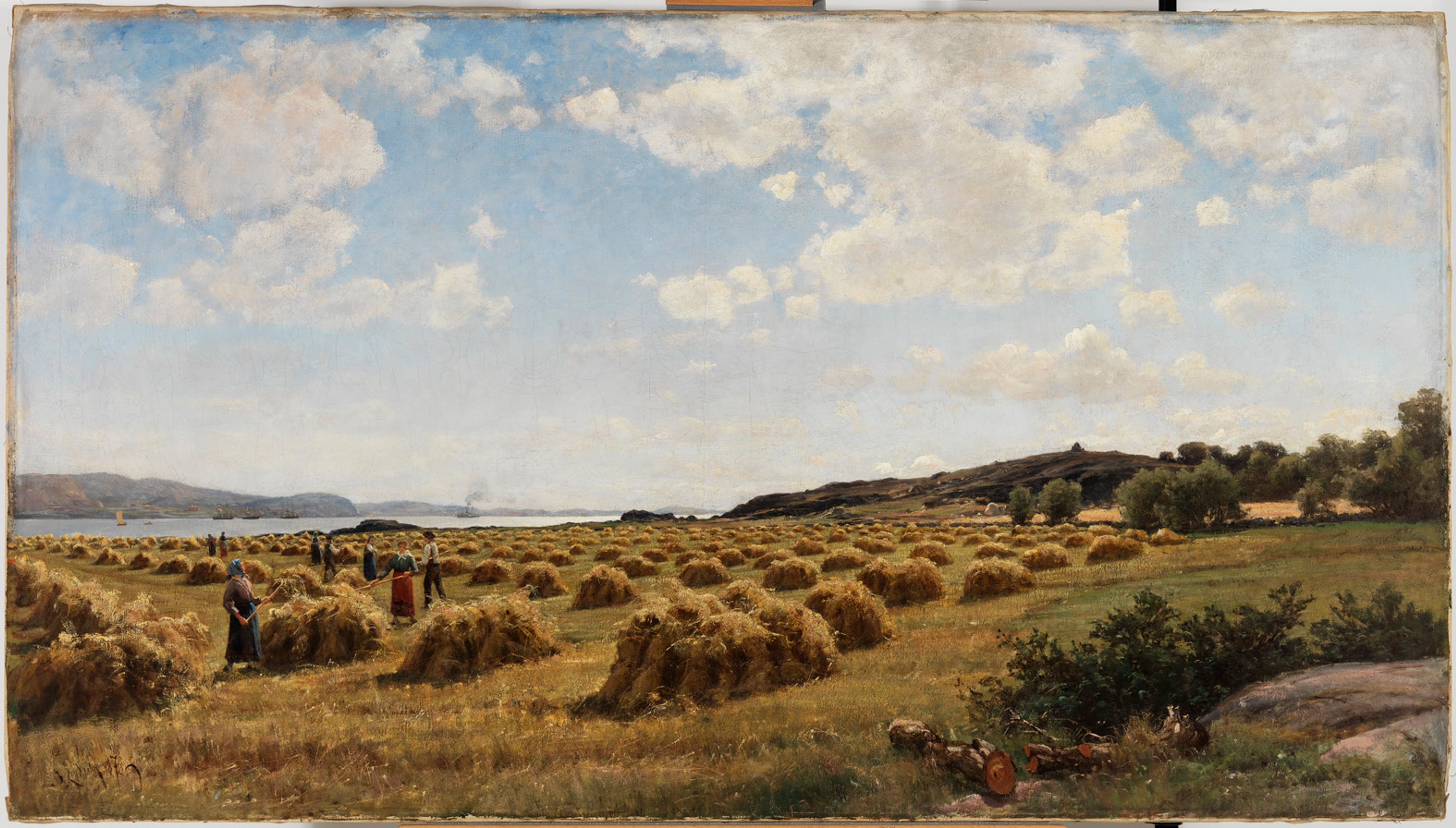
Moisson dans l'ouest de la Suède, 1878.
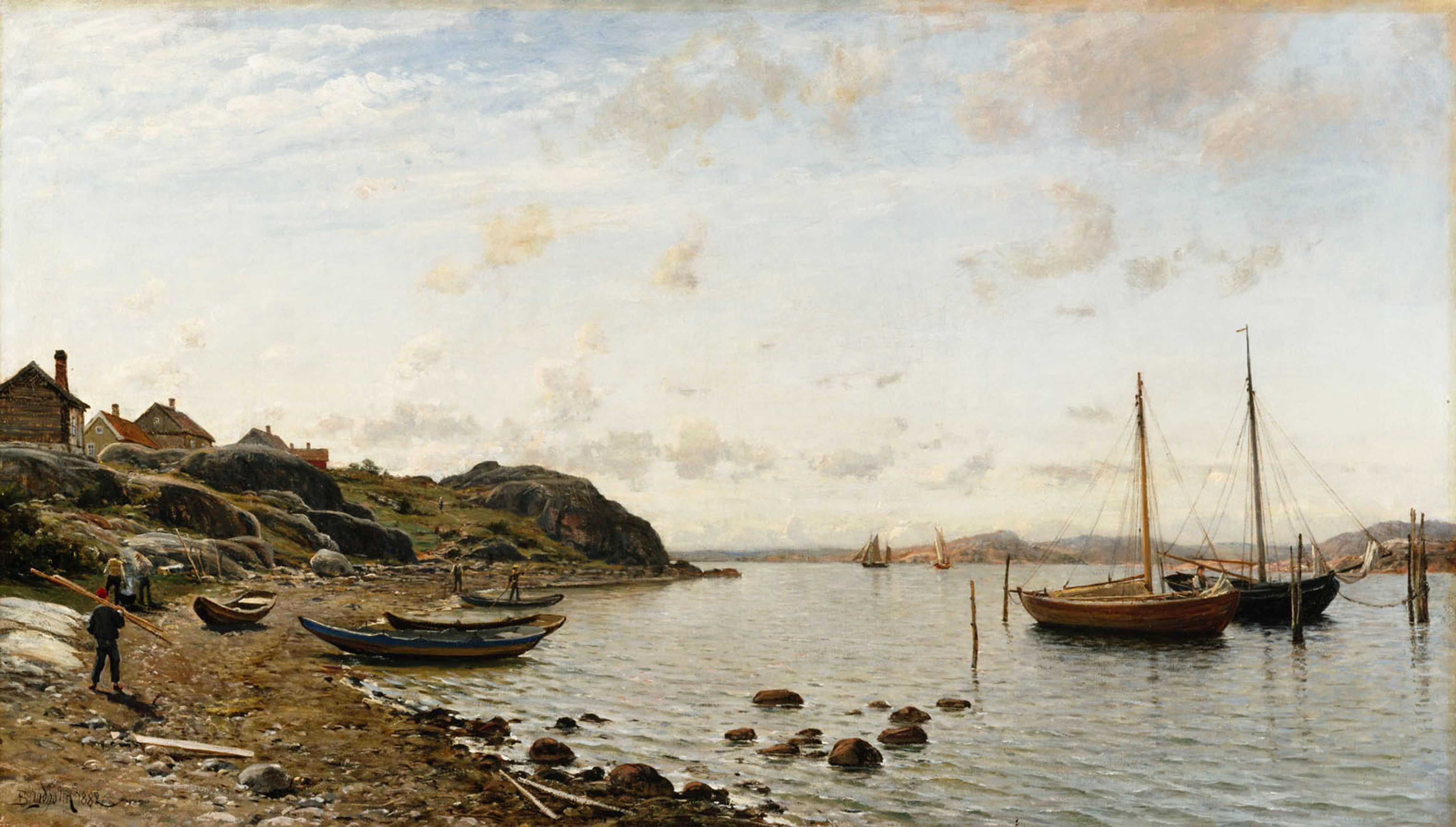
Rantakuva, 1882.
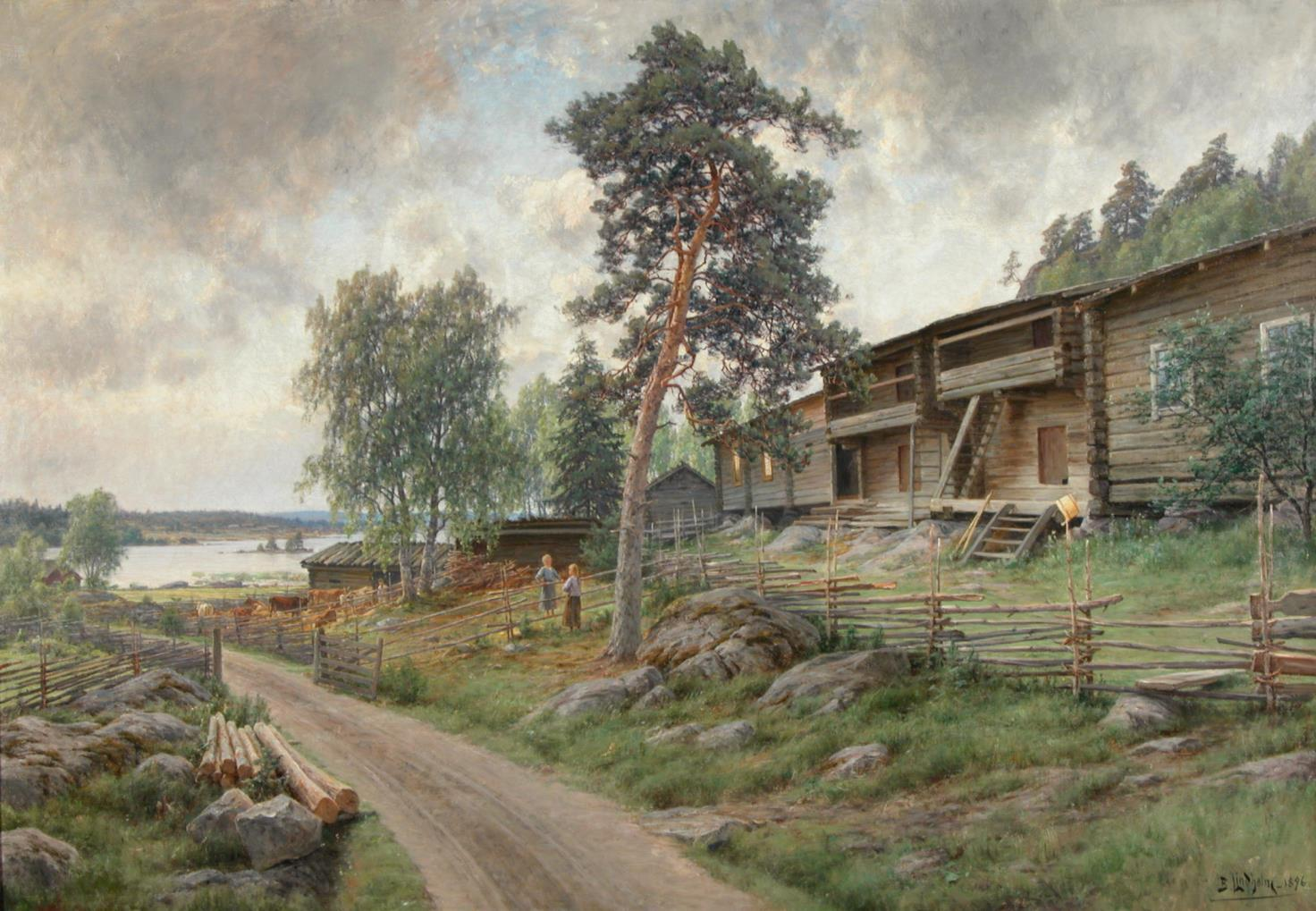
Paysage de Tavastia, 1896.